# Lesly St. Fleur
Lesly St. Fleur, né le 21 mars 1989 à Nassau, est un footballeur international bahaméen.

## Biographie
Avec six buts marqués en treize sélections, Lesly St. Fleur est le meilleur buteur de l'équipe nationale des Bahamas.
Il marque son premier but en sélection le 26 mars 2008 contre les Îles Vierges britanniques, lors du premier tour des éliminatoires de la Coupe du monde 2010 (score final 1-1). Mais il s'illustra le 9 juillet 2011 en inscrivant un quintuplé contre les Îles Turques-et-Caïques à l'occasion du premier tour des éliminatoires de la Coupe du monde 2014.